# José Canseco
Pour les articles homonymes, voir Canseco.
José Canseco y Capas, Jr. (né le 2 juillet 1964 à La Havane, Cuba) est un ancien joueur cubain de baseball qui évolua dans sept équipes différentes de la Ligue majeure de baseball. Il est le frère d'Ozzie Canseco qui a joué 24 parties dans les Ligues majeures.

## Carrière en Ligue majeure de baseball

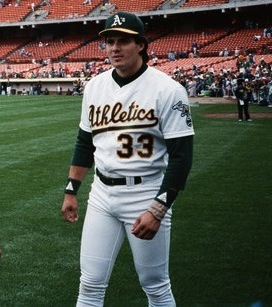
José Canseco en 1989.

José Canseco joue sa première saison en Ligue majeure de baseball avec les Athletics d'Oakland et frappe 33 circuits et produit 110 points. Il est élu recrue de l'année un an avant son futur coéquipier Mark McGwire. Les journaux les surnomment alors les « Bash Brothers » (que l'on pourrait traduire par les Frères Fracassants). En 1988, Canseco devient le premier joueur ayant frappé 40 circuits et ayant volé 40 buts lors de la même saison (surnommé le « club 40-40 » en anglais). Les Athletics remportent le titre de la Ligue américaine, mais perdent contre les Dodgers de Los Angeles en Série mondiale. À la fin de la saison, Canseco a accumulé 40 buts volés, 42 circuits et obtient une moyenne au bâton de 0,307. Il est élu meilleur joueur des ligues majeures pour la Ligue américaine à l'unanimité.
En 1989, Canseco rate la moitié de la saison à cause d'un poignet cassé. Mais il frappe quand même 17 circuits, menant les Athletics à la série mondiale où ils battent les Giants de San Francisco 4 victoires à 0. Il frappe 34 circuits en 1990 mais les Athletics perdent la série mondiale contre les Reds de Cincinnati 4 parties à 0.
Le 31 août 1992, Canseco est transféré aux Rangers du Texas. Sa saison 1993 est une saison controversée. D'abord contre les Indians de Cleveland, Canseco est le voltigeur de droite quand le frappeur Carlos Martinez a frappé la balle près de la clôture. Canseco a perdu la balle, qui l'a frappé à la tête et a continué au-dessus de la clôture. Le frappe fut donc un coup de circuit. Le 29 mai, Canseco entre dans la partie en tant que lanceur de relève contre les Red Sox de Boston. Il se blesse le bras et doit subir une intervention chirurgicale fin juin ce qu'il lui fait rater la fin de la saison. En 1998, il frappe 46 coups de circuit, le meilleur total de sa carrière. En 1999, il en frappe 34, puis seulement 15 en 2000 et 14 en 2001, ses deux dernières saisons en carrière.
Sa carrière fut controversée : en 1989, sa première femme Esther Haddad l'accuse de violence conjugale. Il en est de même pour sa deuxième femme en 1996. En 2001, il fut arrêté par la police après une bagarre dans un club de Miami. En 2005, il écrit le livre « Juiced: Wild Times, Rampant 'Roids, Smash Hits & How Baseball Got Big » dans lequel il avoue qu'il a pris des produits dopants, et implique quelques coéquipiers comme Mark McGwire, Rafael Palmeiro et Ivan Rodriguez. Il affirme qu'il a lui-même donné des stéroïdes à ces joueurs.
En 2007, il ne reçoit que 6 voix lors du vote pour l'élection au Temple de la renommée du baseball. Avec 1,1 % des votes, il est en dessous du seuil des 5 % qui permettent à un candidat de se représenter l'année suivante. Cependant, il est toujours éligible pour le vote du Comité des Vétérans du baseball.

## Télévision
Canseco est apparu en compagnie de huit autres joueurs des ligues majeures dans Homer at the Bat, un épisode de la série Les Simpson originellement diffusé le 20 février 1992.

## Statistiques en carrière
| Statistiques de frappeur |            |            |      |      |      |      |     |    |     |      |     |    |     |      |       |       |       |
|                          |            |            | G    | AB   | R    | H    | 2B  | 3B | HR  | RBI  | SB  | CS | BB  | SO   | BA    | OBP   | SLG   |
| Totaux                   | 17 saisons | 17 saisons | 1887 | 7057 | 1186 | 1877 | 340 | 14 | 462 | 1407 | 200 | 88 | 906 | 1942 | 0,266 | 0,353 | 0,515 |